# 橘常子
橘 常子（たちばな の つねこ、延暦7年（788年）? - 弘仁8年8月1日（817年9月15日））は、平安時代の桓武天皇の女御。兵部大輔橘島田麻呂の娘。官位は従三位。

## 生涯
生年は、薨伝に見える行年より逆算して延暦7年（788年）とされるが、『日本後紀』訳者の森田悌は、常子が延暦15年に無位から従五位下に叙されており、このとき9歳ということになってしまうので、この行年には誤りがあると注を入れている。
桓武天皇の後宮に入り、大宅内親王を生む。延暦16年（797年）には従五位上に叙され、記録にはないが延暦年間に従四位下まで昇った。その後、天皇が崩御するとそれを悲しみ出家して尼になった。大同4年（809年）に娘の大宅内親王の邸宅が火災に遭った際には新銭（隆平永宝）百貫を賜っている。薨伝には平城天皇に重んじられ、従三位を授けられたとあるが、常子が従三位を授けられたのは平城天皇退位後の弘仁6年（815年）である。弘仁8年（817年）8月1日死去。遺言によって、死体は席（むしろ・藁などで編んだ敷物）にくるまれて埋葬され、棺は用いなかった。

## 系譜
- 父：橘島田麻呂
- 母：不詳
- 夫：桓武天皇
  - 皇女：大宅内親王 - 平城天皇妃